# Alan Hollinghurst
Alan Hollinghurst (Stroud, Gloucestershire, Inglaterra, 26 de maio de 1954) é um escritor, poeta, e tradutor britânico. Foi galardoado com vários prémios, incluindo o Prémio Somerset Maugham de 1989, o Prémio Memorial James Tait Black de 1994 e em 2004 ganhou o prestigiado Prémio Man Booker com o seu romance The Line of Beauty.

## Obras
- A biblioteca da piscina - no original The Swimming Pool Library (1988)
- The Folding Star (1994)
- The Spell (1998)
- A Linha da Beleza - no original The Line of Beauty (2004)
- O filho do desconhecido - no original The stranger's child (2011)
- The Sparsholt Affair (2017)